# Alimento adulterado

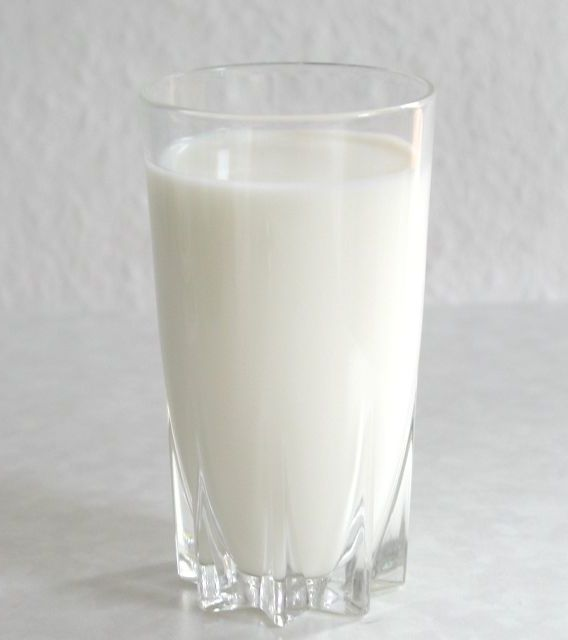
Melanina é comumente adicionada ao leite para aumentar o teor no nitrogênio.

Alimento adulterado é o alimento cuja produção envolve ações com intuito de modificá-lo, tentando manter ou simular suas características únicas (sabor, odor e textura), sem alterar sua  aparência. Considera-se também adulteração de alimentos a inclusão involuntária de substâncias estranhas a sua composição, em virtude de desconhecimento ou por falhas no controle do processamento dos produtos alimentícios. 
O alimento é constituído pela combinação de ingredientes, substâncias químicas, que juntos determinam suas propriedades físicas químicas e biológicas. Essas propriedades dão identidade ao alimento, ou seja, determinam suas características de sabor, odor, textura (propriedades organolépticas),  bem como suas propriedades nutricionais. As manipulações necessárias para a adulteração modificam as propriedades químicas do alimento tornando-o prejudicial à saúde. 

## Principais alimentos adulterados
Uma revisão científica que reuniu diversos estudos relacionados ao tema. A análise desses estudos e registros acadêmicos resultou nos produtos que mais são adulterados, respectivamente. azeite; leite; mel; açafrão; suco de laranja; café; suco de maçã. Tais produtos foram categorizados deste modo pois representam mais de 50% dos alimentos adulterados relatados.

## Tipos de adulterações
A adulteração pode ser realizada a partir de diversas práticas que interfiram diretamente nas características dos alimentos. Assim, foram definidas três categorias de adulteração definida pela forma com a qual o alimento foi adulterado: a substituição, a adição e a remoção.

### Substituição
A adulteração por substituição caracteriza-se pela substituição parcial ou integral de um produto sem o conhecimento do consumidor.  Nesta categoria, enquadram-se as ações de adição, diluição ou extensão de um ingrediente íntegro ou mistura de adulterante, a falsa declaração referente às etapas de produção do produto e a declaração de informações enganosas objetivando driblar taxas ou tarifas.
Alguns exemplos de substituição parcial  e integral são: a adição de melamina ao leite para aumentar as taxas de proteínas apropriadas, que são medidas por métodos de nitrogênio total,  a adição de água e ácido cítrico ao suco de limão para aumentar a acidez titulável do suco final; leite de cabra sendo vendido como leite de vaca e óleo de soja vendido como azeite.

### Adição
A adulteração por adição ocorre quando há adição intencional de substâncias não autênticas para melhorar a qualidade visual de produtos de menor qualidade e valor comercial. Ela pode ser realizada pelo aumento de volume: água no leite, areia no sal, cascas de madeira no chá mate, papelão em carne, sementes de mamão na pimenta do reino, adição de óleo de soja em azeite de oliva, melamina no leite (aumento o índice proteico na análise do produto), e para fraudar qualidade do produto ou prazo de validade: adição de corante vermelho do Sudão em páprica de má qualidade, adição de produtos químicos capazes de disfarçar o sabor azedo do leite estragado, adição de nitratos que disfarçam a deterioração da carne.

### Remoção
A adulteração por remoção ocorre quando há a retirada de um composto importante para a integralidade do alimento em seus aspectos nutricionais, sem o conhecimento do consumidor. 
Exemplos desse tipo de prática são a descafeinização do café vendido como puro a decremagem do leite (retirada da gordura, para usar na feitura de creme de leite e manteiga) em produtos vendidos como integrais.
A adulteração também são classificadas como intencionais, não intencionais, contaminação metálica e contaminação microbiológica.

### Intencional
Adicionar substância de valor econômico ou nutricional inferiores quando comparadas ao produto de interesse. Os substituintes podem ser biológicos (semente de frutos em especiarias) ou físico (pedras adicionadas aos grãos).

### Não intencional
Adicionar adulterantes naturais por desconhecimento como frutos do mar contaminados por patógenos. Disponibilizar ou comercializar alimentos previamente contaminados com resíduos de pesticidas como os HPAs encontrados em alimentos oriundos do mar e embutidos.

### Contaminação metálica
Adição de elementos metálicos como arsênio (encontrado em pesticidas) , cádmio, chumbo, mercúrio ( encontrado em pescados e alimentos de origem marinha) de modo intencional ou não intencional.

### Contaminação microbiológica
Contaminação por patógenos como bactérias (Salmonella, toxina botulínica), fungos (Aspergillus flavus), Enteroparasitas e parasitas  (Lombriga - Ascaris lumbricoides, cisticerco de Taenia solium).

## Riscos à saúde pública
A adulteração alimentícia promove três tipos de risco a saúde: direto, indireto e técnico.

### Riscos direto
São gerados quando são adicionadas substâncias tóxicas que podem causa dano imediato, algumas vezes irreversíveis. Podendo inclusive, levar o consumidor à morte. Como por exemplo,  a ingestão de substâncias cáusticas, ou seja, que causam queimaduras na boca e esôfago tornando a alimentação normal impossível.

### Riscos indiretos
Acontecem quando o contaminante é capaz de se acumular no organismo do consumidor pouco a pouco. A ingestão recorrente de tal agente adulterante causa prejuízo tardio a saúde, podendo demorar meses ou anos para provocar sintomas ou gerar doenças relacionadas a ele.

### Riscos técnicos
Decorre da omissão de informação sobre composição do alimento, não alertando sobre a  possibilidade contaminação cruzada, quando a mesma máquina processa produtos diferentes (alertas do tipo são avisos da possibilidade  de o produto conter traços de algum alimento, como trigo ou ovos)  e supressão de dados da origem do produto.

## Detecção de fraudes
Existem técnicas que possibilitam a detecção de fraudes. Contudo, a identificação precisa das espécies adulterantes é muito difícil, pois não existem processos de análise e tecnologia de identificação suficientes para abranger a grande diversidade de substâncias usadas na elaboração das fraudes. Portanto a quantificação e a separação dos agentes fraudulentos dos produtos-alimentícios constituem tarefas difícil implementação.  A velocidade de criação de novos métodos de fraude também contribui para tal dificuldade.
Para obter resultados satisfatórios geralmente se faz necessário  o emprego de mais de um método analítico, em um conjunto de tentativas.
Comumente os adulterantes não geram grandes variações nas características organolépticas (sabor, odor, cor e textura) do alimento, pelo contrário, alguns deles pretendem restaurar alguma dessas características que quando perdidas diminuem o valor agregado ao produto, impactando a lucratividade . A perda de alguma dessas características evidenciam: deterioração do produto, condições inadequadas de armazenamento, impropriedade para o consumo, putrefação (decomposição),  proliferação de microrganismos, contaminação por parasitas, etc.

## Efeitos à saúde
Os diferentes tipos de adulterantes podem causar diferentes efeitos a saúde:
Adulterantes físicos, como pedras, podem causar danos ao longo de toda extensão do aparelho digestivo: cavidade oral (dentes), faringe, esôfago, estômago, e intestinos.
Adulterantes biológicos, como cascas, podem conter microrganismos patogênicos que desencadeia diarreia.
Adulterantes químicos podem ser cáusticos, ou seja, causar queimaduras químicas na parte interna do sistema digestivo, levar a incapacidade de alimentação por via oral, além de poder causar danos nos dentes.  Os HPAs são pesticidas e a contaminação é involuntária, são cumulativos e a longo prazo podem causar câncer. 
Contaminação por metais pesados, como o mercúrio, provoca comprometimento neurológico, além de poder ser letal.
Contaminação por adulterante microbiológico pode causar diferentes males dependendo do tipo de microrganismo presente. Bactérias com a Salmonella são causadoras de salmonelose, caracterizado por diarreia. Contaminação por parasitas como o Ascaris lumbricoide causa ascaridíase na qual o verme habita o intestino de quem o ingeriu e causando males diversos. Os fungos contaminam o alimento com toxinas como é o caso do fungo  o Aspergillus flavus que produz Aflatoxinas, que quando acumuladas no organismo levam ao surgimento de câncer no fígado.

## Métodos de detecção
Existem vários métodos de análise, contudo, os cinco mais usuais são: 
1. Cromatografia líquida
2. Espectroscopia de infravermelho
3. Gás cromatógrafo
4. Espectroscopia de massa com rádio isótopo
5. Espectroscopia de massa com divisão.

No geral existem dois meios de fazer o teste de algum alimento para verificar sua autenticidade. 
A primeira consiste em, fazer a análise do produto buscando algum adulterante específico já conhecido. Este método é muito preciso, sendo capaz de detectar quantidades muito baixas de adulterantes. No entanto, um dos problemas desse método é que ele foca apenas em uma única substância deixando passar outros possíveis adulterantes presentes no alimento. 
O segundo modo de análise foca em detectar um amplo espectro de adulterantes, sendo capaz de analisar diferentes substâncias. Apesar de ser capaz de verificar vários tipos de adulterantes, estes devem em estar em quantidades significativamente altas, tal método não é eficiente em detectar baixas quantidades de adulterantes 
A maneira mais eficaz de fazer a detecção de adulterantes seria realizar as análise entre as etapas de fabricação do produto. Desse modo, seria mais fácil de detectar os adulterantes já que esses estariam em altas quantidades, sem estarem diluídos por outros ingredientes.  

## Casos de adulteração de alimentos

Estrutura do corante vermelho do Sudão, adicionado à pimenta do reino.

Casos de alimentos adulterados são reportados no mundo inteiro, alguns são mais repercutidos que outros dependendo dos efeitos ou da quantidade de produtos adulterados. Abaixo segue alguns casos de grande repercussão no meio. 
Um caso de adulteração de alimento que ocorreu no reino unido que durou de 2003 até 2005 no qual envolveu a adição de corante vermelho do Sudão vendido com pimenta em pó, gerou muita polêmica e levou ao maior recall já ocorrido.
Outro caso de adulteração que gerou muita polêmica ocorreu no Brasil. A denominada Operação Carne Fraca apontou fraude de produtos cárneos envolvendo mais de trinta empresas, dentre elas JBS, uma das maiores empresas deste ramo, dona da Seara Alimentos, Friboi, e outras e a BRF, dona da Perdigão e da Sadia. As empresas foram  acusadas de maquiar o aspecto, usar produtos químicos, de comercializar carne estragada e mudar a datas de vencimento. A operação se iniciou em 2017 e ainda segue ativa.

## Legislação
Devido à incidência da adulteração, no Brasil foram criadas leis para proteger o consumidor e punir o infrator.  
O Artigo 272 presente no código penal brasileiro define como crime: "Corromper, adulterar, falsificar ou alterar substância ou produto alimentício destinado a consumo, tornando-o nocivo à saúde ou reduzindo-lhe o valor nutritivo" (Redação dada pela Lei nº 9.677, de 2.7.1998) 
O crime tem como punição o estabelecimento de regime de prisão de 4 a 8 anos com isolamento e multa. 
O artigo também estipula punições para quem fabrica, vende ou distribui produtos adulterados. 